# Béatrice Mukansinga
 (mai 2023).
Beatrice Mukansinga est une militante rwandaise des droits des femmes qui se concentre sur les femmes qui ont été touchées par le génocide des Tutsi au Rwanda.

## Biographie

### Jeunesse
Elle a quitté le Rwanda pendant le génocide et a déménagée au Kenya. Lorsqu'elle est revenue du Kenya au Rwanda en 1995, un an après le génocide, les membres de sa famille, y compris dont ses parents et ses six frères, avaient été assassinés,.

### Carrière
Elle a rejoint l'organisation caritative de protection sociale Barakabaho Foundation en 1995, après son retour au Rwanda. Elle a commencé à travailler avec l'organisation fournissant une aide humanitaire aux femmes rescapées du génocide,. Elle a ensuite fondé l'organisation à but non lucratif Mbwira Ndumva (Parlez, J'écoute) en 1996 en tant que co-organisation affilié à la Fondation Barakabaho. Elle a lancé l'organisation afin de soutenir et de guider les femmes orphelines et violées qui ont été déplacées en raison du génocide.
Elle a été inspirée pour créer l'organisation, Mbwira Ndumva après avoir acquis des expériences et des idées auprès d'une survivante du génocide et du viol. Béatrice était également très appréciée[Par qui ?] pour avoir encouragé et convaincu les femmes qui ont été violées pendant le génocide d'élever leurs bébés au lieu d'abandonner les enfants. Elle a reçu le prix Ginetta Sagan d'Amnesty International en 1998, en reconnaissance de son aide humanitaire aux survivants du génocide rwandais,.
En août 2021, elle a été répertoriée comme l'une des sept militantes africaines qui méritent un article Wikipédia par le Global Citizen, une organisation internationale de défense des droits.